# شهرستان میلتس
شهرستان میلتس (به لهستانی: Powiat Mielec) یک شهرستان در لهستان است که در استان پودکارپاتسکیه واقع شده‌است. شهرستان میلتس ۸۸۰٫۲۱ کیلومتر مربع مساحت و ۱۳۳٬۱۴۸ نفر جمعیت دارد.